# Güvenli, Gemlik
Güvenli là một xã thuộc quận Gemlik, tỉnh Bursa, Thổ Nhĩ Kỳ. Dân số thời điểm năm 2011 là 104 người.